# Лазарев, Николай Никифорович (педагог)
Николай Никифорович Лазарев (22 мая 1900 — ?) — преподаватель литературы, старейший новосибирский педагог-просветитель.

## Биография
Родился 22 мая 1900 года.
В 1908—1914 годах учился в Каменской частной гимназии, в 1915 году окончил Каменское 2-классное училище Министерства народного просвещения, после чего поступил в Новониколаевскую учительскую семинарию. С января 1920 года обучался в Каменском отделе народного образования, с августа 1922 года — в Новониколаевском педагогическом техникуме, в это же время работал в школе № 1 в Закаменской части Новониколаевска. С 1924 года учился в Иркутском государственном университете, который вынужден был оставить по причине болезни.
Работал в школах «Швейпром» фабрики «Автомат», № 19 и № 22. Занимался общественной работой. Свой опыт экскурсий по Алтаю с учениками 5 класса обобщил в журнале «Просвещение Сибири» (№ 10).
В 1928 году принимал участие во II съезде безбожников в Москве.
С 1929 по 1931 год трудился корреспондентом журнала «Просвещение Сибири». В октябре 1935 г. поступил в Новосибирский вечерний педагогический институт. 
В январе 1944 года призван в Красную Армию, в августе 1945 года демобилизован, занимал должность инспектора школ в Октябрьском районе.
В 1952 году стал преподавателем-рецензентом Областного заочного педагогического училища, затем работал территориальным инспектором в школах Новосибирской области.
В 1960 году вышел на пенсию после работы в НГПИ, с которым поддерживал связь до конца жизни.